# 578202 Philippetalbot
578202 Philippetalbot è un asteroide della fascia principale. Scoperto nel 2013, presenta un'orbita caratterizzata da un semiasse maggiore pari a 2,758157 UA e da un'eccentricità di 0,045220, inclinata di 12,116937° rispetto all'eclittica.
È dedicato a Philippe Talbot, tenore francese.